# Poniatowice (przystanek kolejowy)
Poniatowice – przystanek kolejowy w Poniatowicach, w województwie dolnośląskim, w Polsce. Znajduje się na linii 181. Herby Nowe – Oleśnica.